# Tritoniinae
Tritoniinae je podtribus perunikovki (Iridaceae), dio tribusa Ixieae. Sastoji se od 7 rodova, tipični je tritonija (Tritonia) sa 30 vrsta trajnica iz južne tropske i Južne Afrike.

## Rodovi
Subtribus Tritoniinae Goldblatt
1. Babiana Ker Gawl. (93 spp.)
2. Chasmanthe N. E. Br. (3 spp.)
3. Sparaxis Ker Gawl. (16 spp.)
4. Duthieastrum M. P. de Vos (1 sp.)
5. Dierama K. Koch (43 spp.)
6. Tritonia Ker Gawl. (30 spp.), tritonija
7. Ixia L. (100 spp.), iksija